# ای‌وی کارگو
ای‌وی کارگو (به انگلیسی: AV Cargo) یک شرکت هواپیمایی با کد یاتا Z3 است که در ۲۰۱۳ میلادی تأسیس شده‌است. دفتر مرکزی ای‌وی کارگو در هراره، زیمبابوه واقع شده‌است و قطب این شرکت هواپیمایی در فرودگاه لیژ قرار دارد و به ۶۸ مقصد، پرواز انجام می‌دهد.